# Tuusula
Tuusula (Zweeds: Tusby) is een gemeente in de Finse provincie Zuid-Finland en in de Finse regio Uusimaa. De gemeente heeft een landoppervlakte van 219,53 km² en telt 40.384 inwoners (2022).

## Tuusula in het nieuws
Op 7 november 2007 vond een schietpartij op een middelbare school in Tuusula plaats. Hierbij kwamen negen mensen om het leven, waaronder de dader.

## Geboren in Tuusula
- Jani Viander (1975), voetballer
- Niklas Tarvajärvi (1983), voetballer

## Galerij

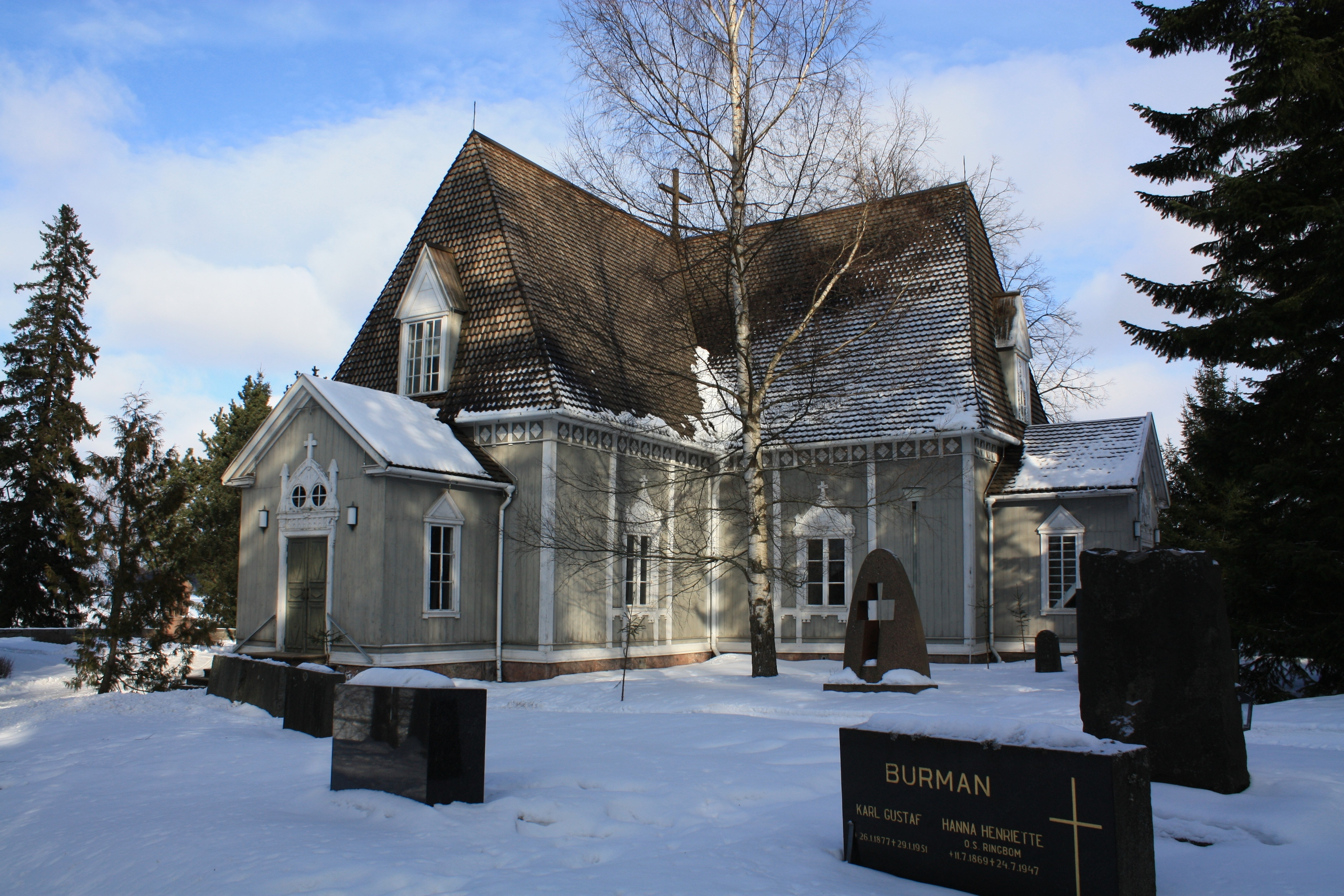
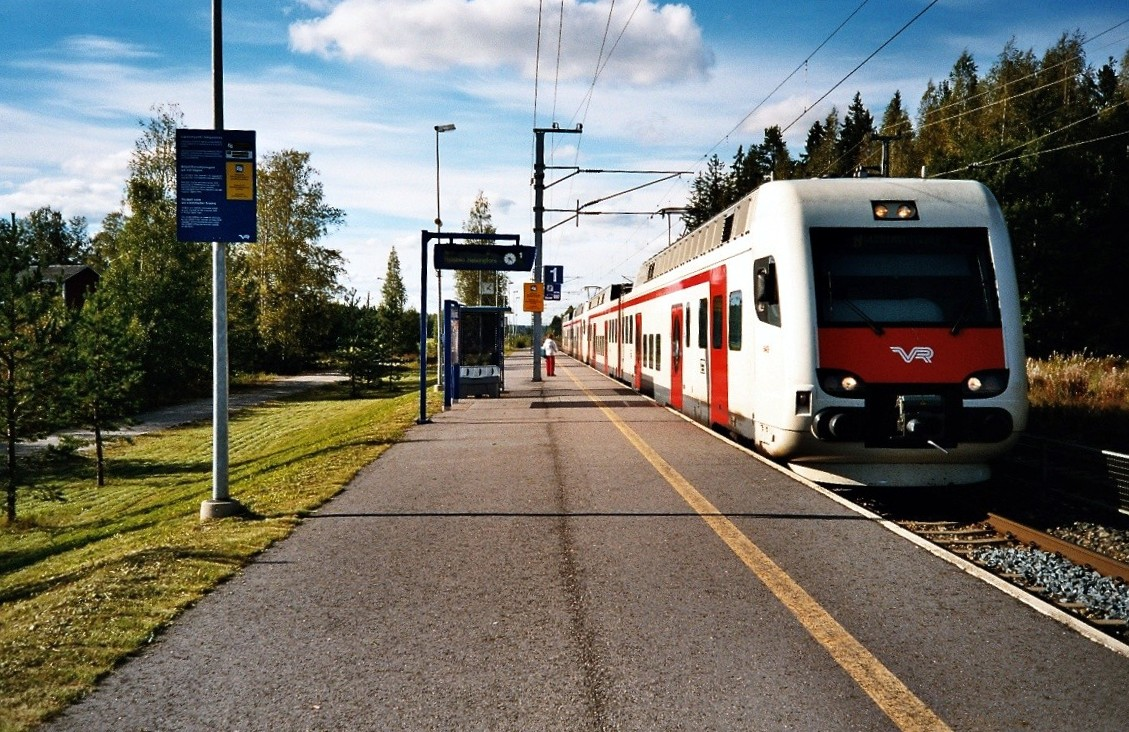
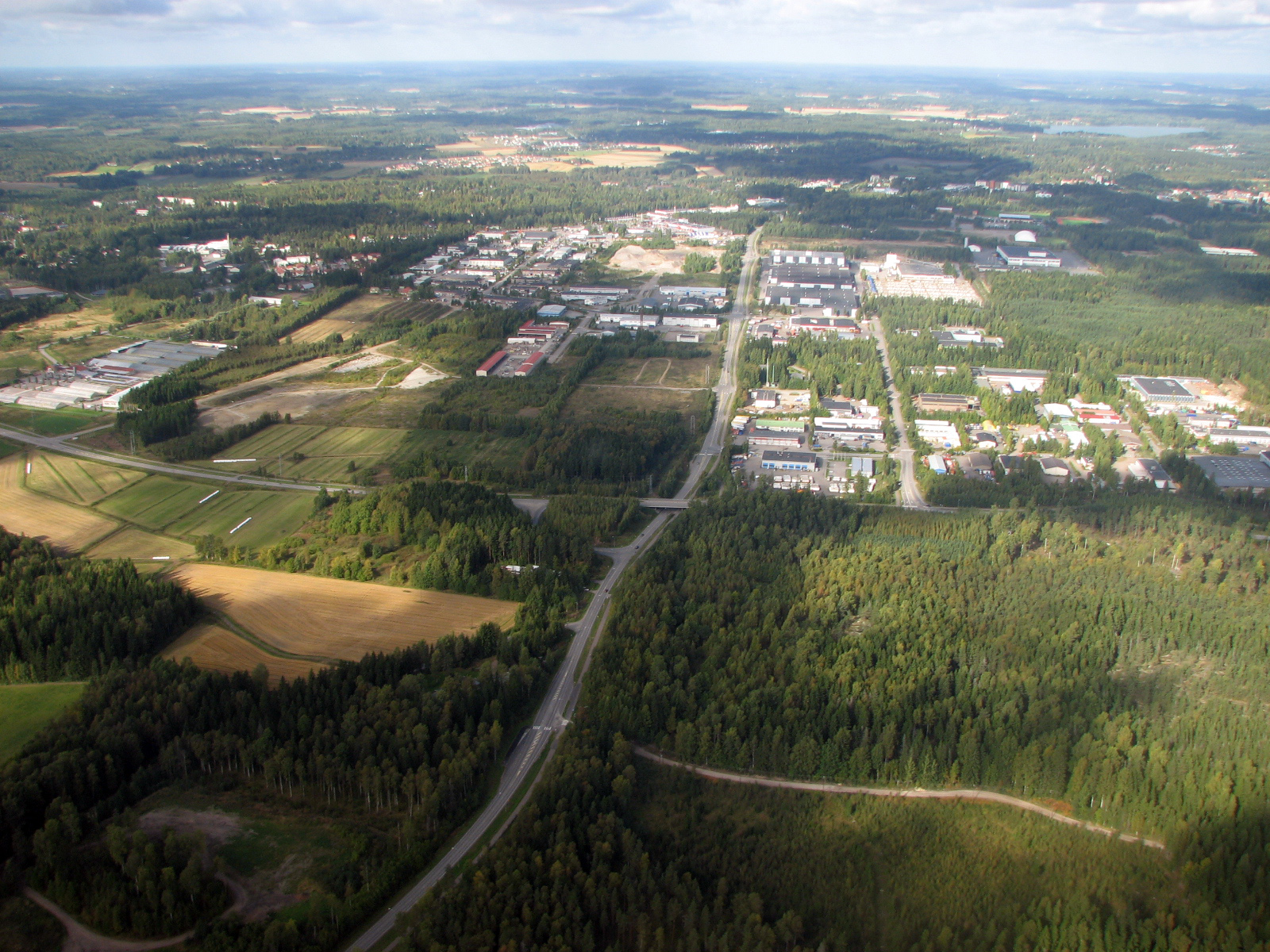
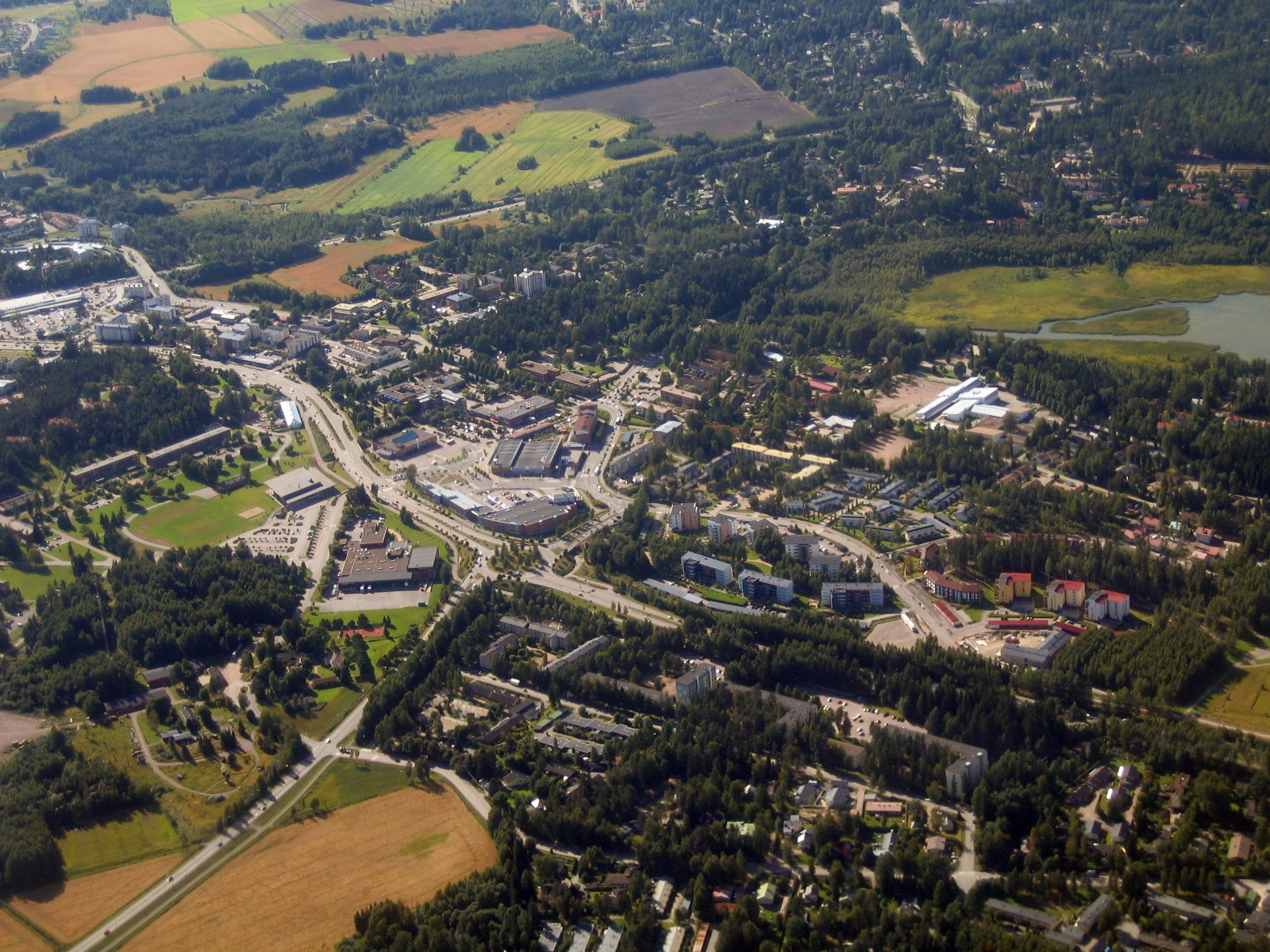
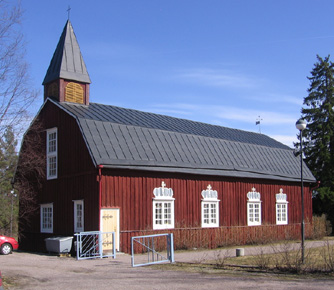
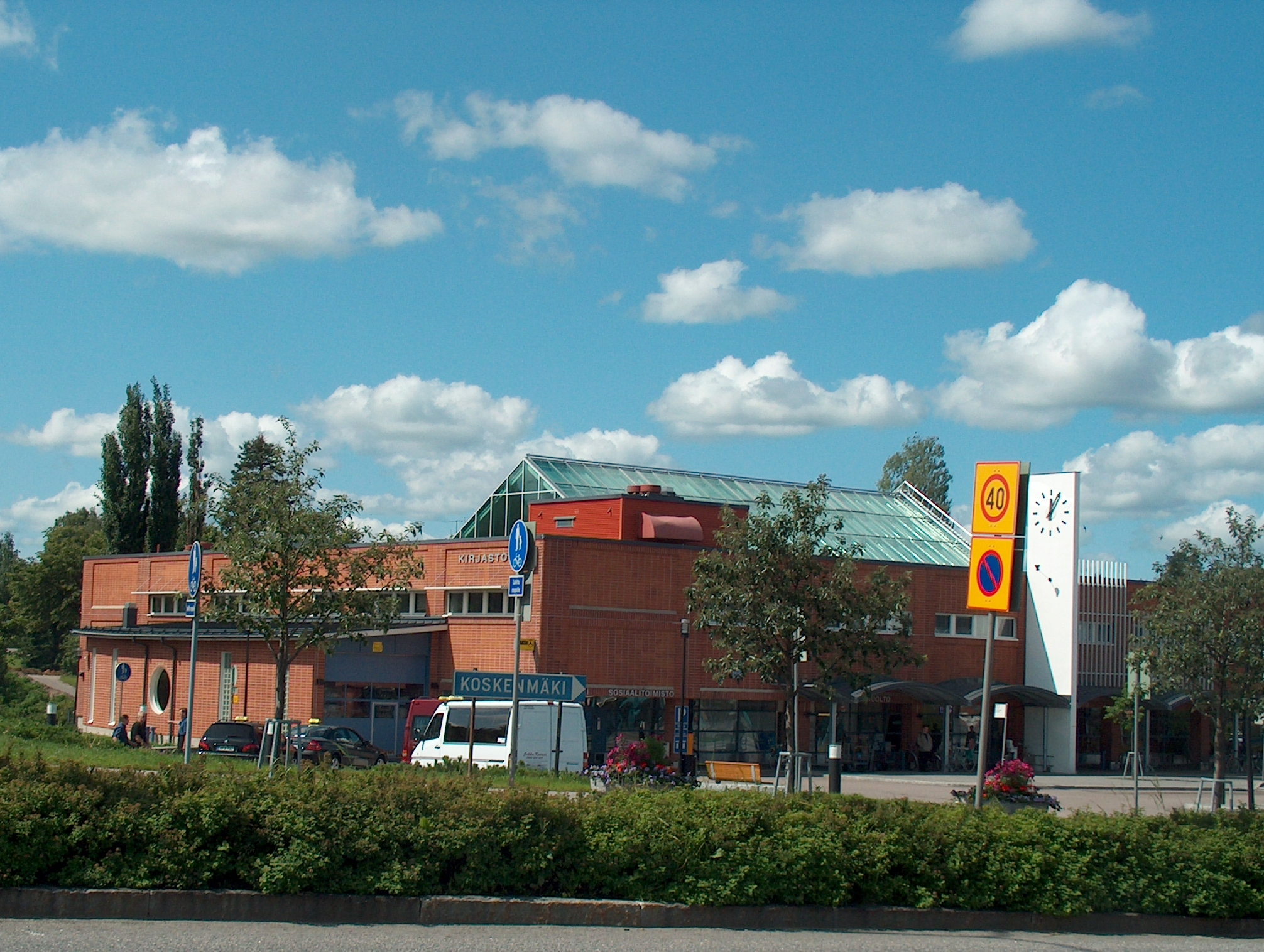